# Turisthytta (Bodø)
Koordinaten: 67° 18′ 0,4″ N, 14° 26′ 25,96″ O

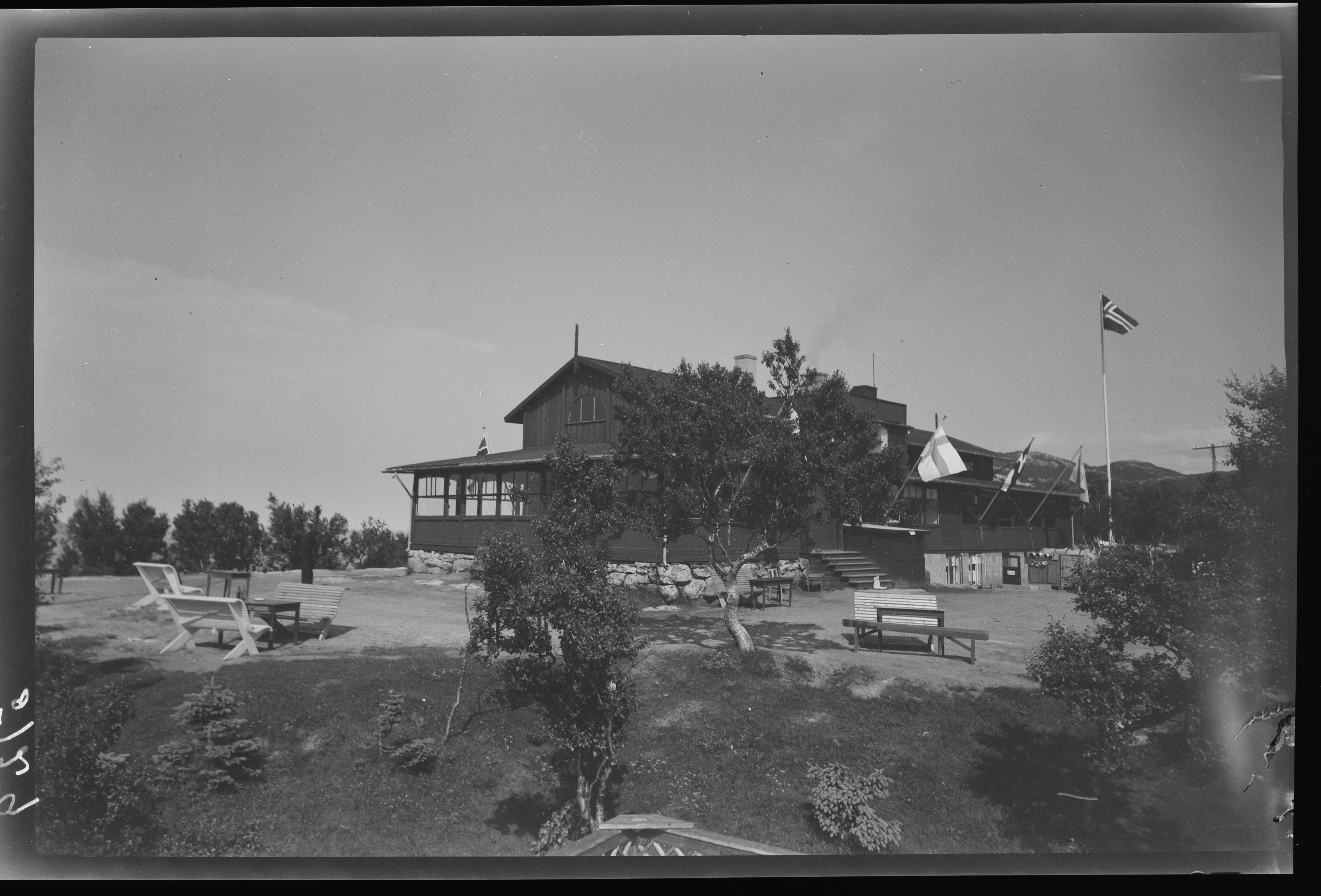
Zwischen 1947 und 1949 entstandene Aufnahme der vormaligen Turisthytta (1890–1962)

Die Turisthytta bezeichnet sowohl ein in der Nachkriegszeit im funktionalistischen Stil errichtetes Gebäude als auch einen Aussichtspunkt auf dem Rücken des Rønvikfjell in Bodø. An gleicher Stelle befand sich bereits von 1890 bis 1962 ein vom Wanderverein Bodø erbautes Holzhaus als bewirtschaftete Schutzhütte. Seit 1929 führt eine befestigte Straße hinauf. Das aktuell leerstehende Gebäude wurde zuvor als Café genutzt und fand zuletzt für drei Monate als Pop-up Restaurant im Rahmen der Feierlichkeiten zum 200-jährigen Stadtjubiläum im Jahre 2016 Verwendung.
Als im Jahre 2004 das Gebäude von einer Unternehmergemeinschaft erstanden wurde, sollte es zum Zentrum für die Beobachtung und Dokumentation von Seeadlern ausgebaut werden. Nachdem diese Pläne scheiterten, soll nach einem Eigentümerwechsel 2007 dort eine Hotelanlage entstehen. Es stellte sich 2013 heraus, dass die fünf im Haus vorhandenen Wohnungen nicht hätten vermietet werden dürfen, da nur ein gewerbliches Nutzungsrecht für das Gebäude vorliegt. Die damaligen Mieter wurden unter Androhung von Strafen zum Auszug aufgefordert. Die Pläne zur Errichtung eines Hotels – und damit zum Abriss des allmählich zerfallenden Gebäudes – bestehen zurzeit (2016) noch immer.

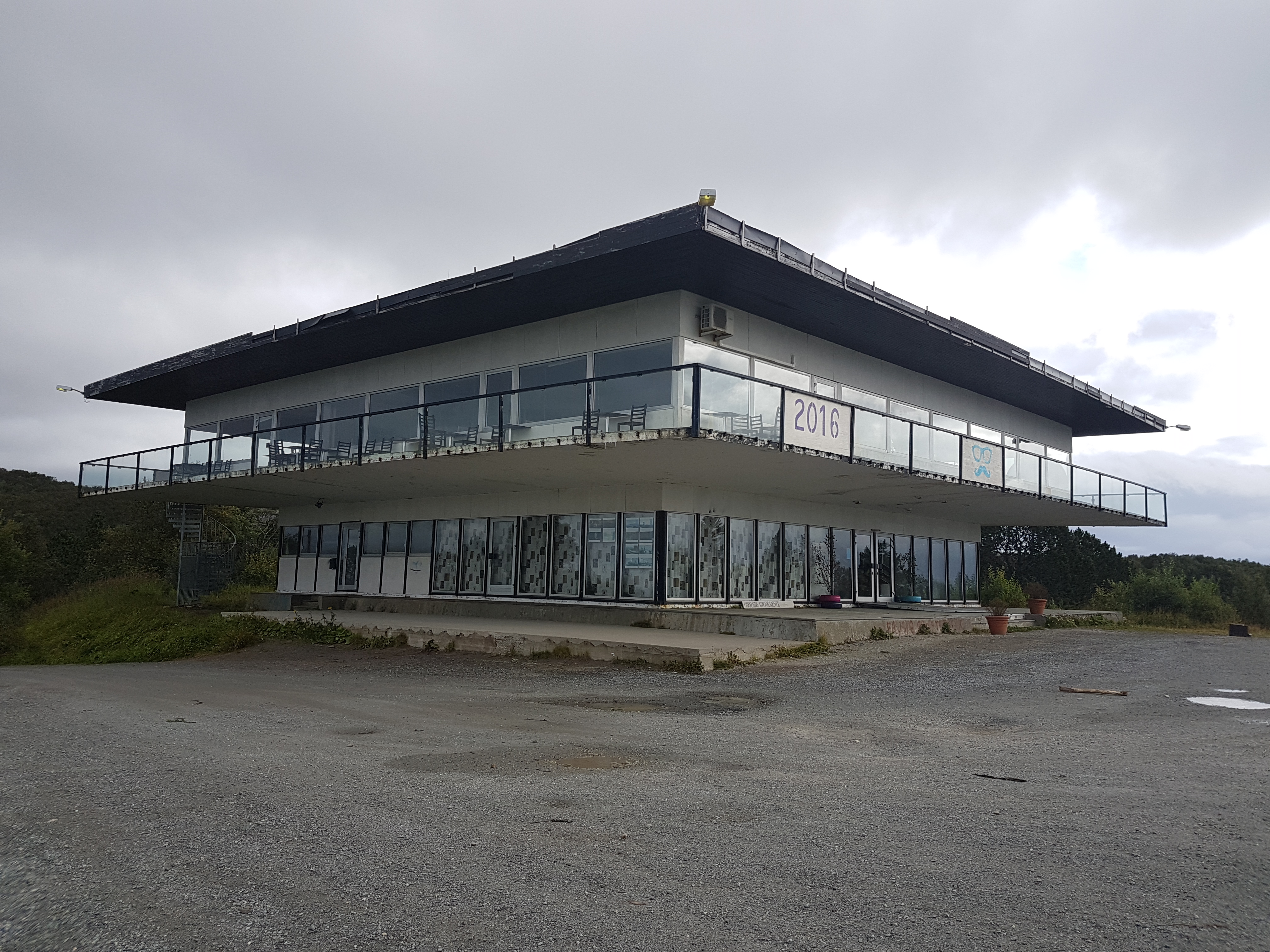
Die aktuelle Turisthytta im baufälligen Zustand (August 2016)

Von der Anhöhe (zwischen 140 und 150 Metern über dem Meeresspiegel) ist eine gute Aussicht nach Süden, Westen und Norden möglich. Sie erlaubt es auch, die Mitternachtssonne zwischen dem 4. Juni und dem 8. Juli zu beobachten. Die Anhöhe ist einer der beliebtesten Ausflugsziele in Bodø, verfügt über große Parkflächen und ermöglicht so bequem den 2,6 km langen Aufstieg zum Keiservarden.